# Origlio
Origlio (in dialetto ticinese Urij) è un comune svizzero di 1 466 abitanti del Canton Ticino, nel distretto di Lugano.

## Geografia fisica

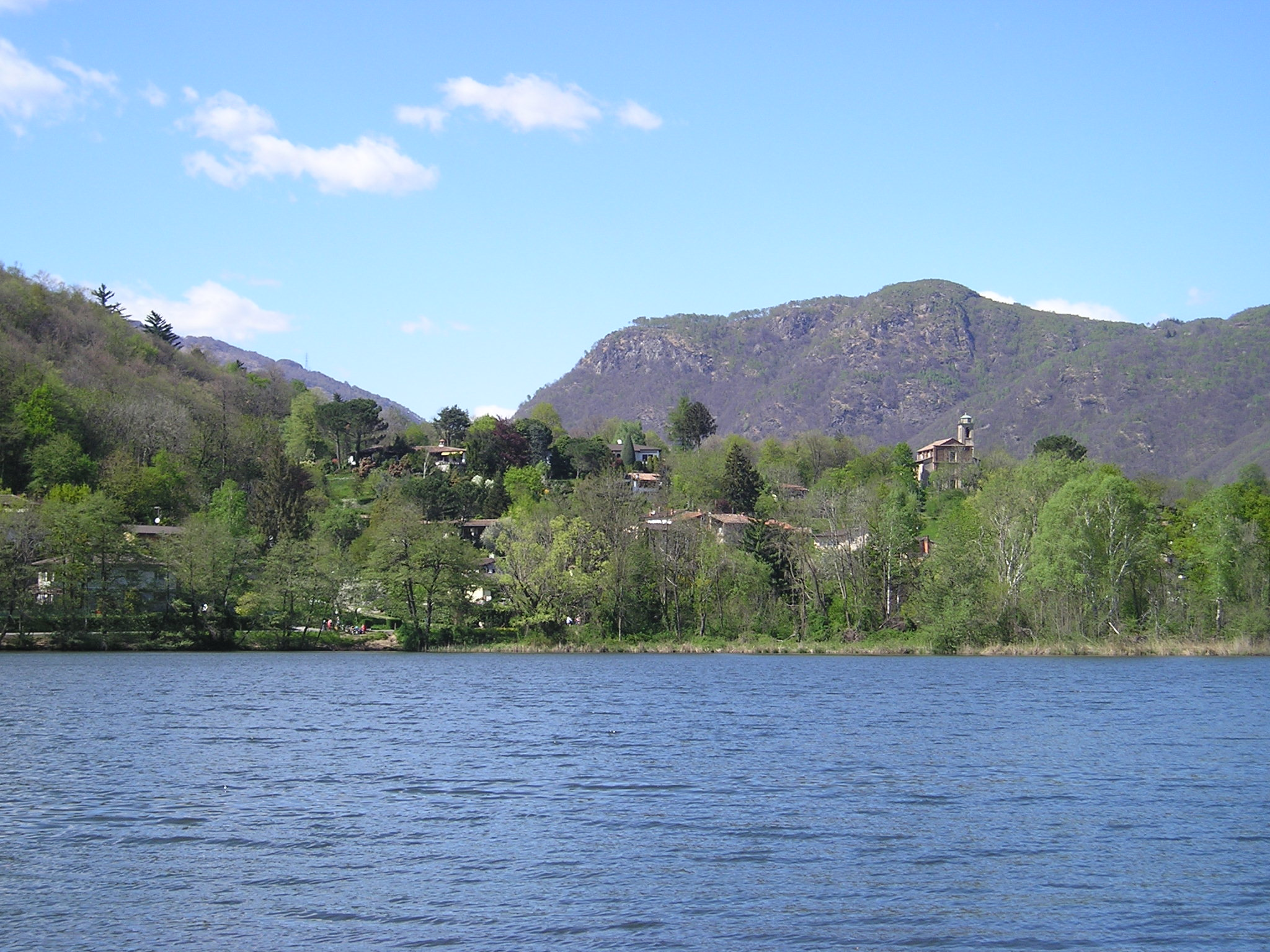
Il laghetto di Origlio a inizio primavera ripreso da sud

Nel territorio comunale è compreso il laghetto di Origlio, un incontaminato biotopo.

## Monumenti e luoghi d'interesse

### Architetture religiose
- Chiesa parrocchiale di San Vittore Mauro, ricostruita nel X secolo[senza fonte] in luogo di un precedente edificio dell'VIII secolo[1];
- Chiesa comparrocchiale di San Giorgio e di Maria Immacolata, eretta nel XVII secolo[1];
- Cappella della Madonna[senza fonte].

### Architetture civili
- Ex Casa comunale[senza fonte];

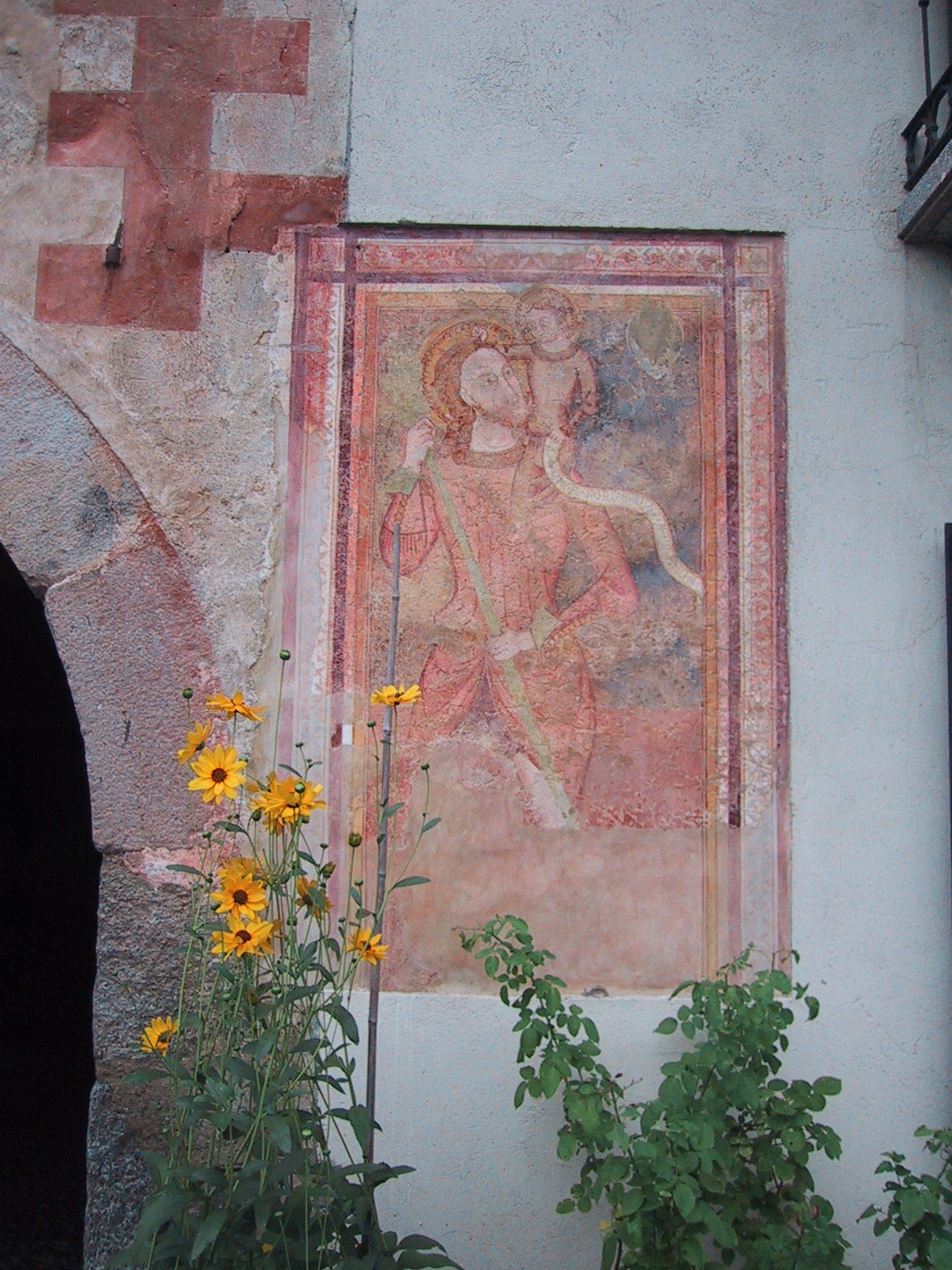
San Cristoforo, dipinto votivo

- Casa De Lorenzi, realizzata da Mario Botta[senza fonte];
- Case contadine e borghesi ancora in parte decorate con dipinti votivi del XV-XVII secolo[senza fonte].

## Società

### Evoluzione demografica
L'evoluzione demografica è riportata nella seguente tabella:
Abitanti censiti

## Geografia antropica
Il villaggio presenta una planimetria semicircolare.

## Amministrazione
Ogni famiglia originaria del luogo fa parte del cosiddetto comune patriziale e ha la responsabilità della manutenzione di ogni bene ricadente all'interno dei confini del comune.